# Joan Albert Ban
Joan Albert Ban, ook Joannes Albertus Bannius, Johan Albert Ban en Johan Albert Bannius (Haarlem, ongeveer 1597 - aldaar, 1644) was een Nederlandse rooms-katholieke priester, rechtsgeleerde, kanunnik, componist en muziektheoreticus.

## Levensloop
Als componist was hij volledig autodidact. In 1628 werd hij kanunnik in Haarlem. Hij was onder meer bevriend met René Descartes, Pieter Corneliszoon Hooft en Constantijn Huygens, Maria Tesselschade Roemers Visscher en correspondeerde met Marin Mersenne.

### Eigen systeem Musica flexamina
Gedurende twintig jaar wijdde Ban zich aan de ontwikkeling van een systeem waarin de tekst muzikaal wordt uitgedrukt door middel van specifieke intervallen, harmonieën en ritmes. Deze ’methode’ sluit aan bij de Italiaanse madrigalen van die tijd. Zijn systeem noemt hij musica flexamina of zielroerende zang.
Ban correspondeerde hierover met Mersenne en met Huygens, die als tussenpersoon dienstdeed. In 1640 overtuigde Mersenne Ban ervan zijn opvattingen over tekstuitdrukking in de muziek toe te passen op een door hem bezorgde liedtekst, Me veux tu voir mourir, om dan Bans compositie te kunnen vergelijken met een compositie van een Fransman op dezelfde tekst. De Franse componist bleek de erg gewaardeerde Antoine Boësset te zijn, en zijn air de cour bleek al voor de compositiewedstrijd te zijn geschreven. De Fransen vonden de compositie van Boësset beter dan de onverwachte klanken van Ban, waarop Ban zich beledigd voelde. Hij schreef aan Huygens dat de Fransen onbeleefd waren. Descartes mengde zich in de discussie met een brief aan Ban, waarin hij uitlegde dat het in de muziek niet om wetten maar om smaak en conventie draait (R. Rasch, 2007).
Ban paste zijn systeem toe in zijn bundel Zangh-bloemzel, uitgegeven in 1642, dat tien Nederlandstalige driestemmige madrigalen bevat en een instrumentaal werk voor vier viola da gamba’s, Vulcaens Winckel.

### Muiderkring
Ban gebruikte voor zijn madrigalen teksten van leden van de Muiderkring; Maria Tesselschade Roemers Visscher, Pieter Corneliszoon Hooft en Constantijn Huygens. Van dit werk is echter geen volledig exemplaar bewaard gebleven; de sopraanpartij ontbreekt.

### Eigen Nederlandse termen
De nieuwe Nederlandse muzikale termen die Ban bedacht in zijn Kort Sangh-Bericht vonden weinig weerklank (in tegenstelling tot de Nederlandse wetenschappelijke termen die Simon Stevin bedacht). In de uitgave van Bans Zangh-Bloemzel staat de hele lijst (zie de webstek van Stichting Huygens-Fokker). Hij bedacht woorden als meeklank voor consonant en vierling voor kwart.

## Werken
- 1642 - Zangh-Bloemzel (Hollandse madrigalen en één instrumentaal werk, de sopraanpartij ontbreekt);
- 1643 - Kort Sangh-Bericht (muziektheoretisch traktaat);
- tweestemmige compositie bij een vanitas-ets van Dirk Matham, op tekst van Publius Ovidius Naso: omnia sunt hominum tenui pendentia filo et subito casu quae cvaluere ruunt
- air de cour Me veux tu voir mourir, 1641 (naar aanleiding van een wedstrijd met Antoine Boësset en op dezelfde tekst als die van diens air de cour)

## Discografie
- Spaerens Vreuchden-Bron, Haarlem - City of Music in the Golden Age, Barocco Locco, o.l.v. Fritz Heller, ACD HD 031-2, 2008 (Omnia sunt hominum, Me veux tu voir mourir)
- Music from the Golden Age of Rembrandt, Musica Amphion o.l.v. Pieter-Jan Belder, Brilliant Classics, 2006 (Me veux tu voir mourir)

Louis Peter Grijp heeft een paar onvolledig overgeleverde madrigalen en een instrumentaal werk van Joan Albert Ban gereconstrueerd. Ze zijn uitgevoerd op de volgende cd’s:
- Muziek uit de Muiderkring. Liederen van en voor Maria Tesselschade, Camerata Trajectina o.l.v. Louis Peter Grijp, label Globe 6026, 1994 (Onderscheidt tusschen een Wilde en een Tamme Zanghster)
- Dutch Madrigals. Hollandse Madrigalen, Camerata Trajectina o.l.v. Louis Peter Grijp, label Globe 6042, 1997 (Vulcaens Winckel, Hoogher Doris niet mijn gloedtje)